# Polygonatum grandicaule
Polygonatum grandicaule är en sparrisväxtart som beskrevs av Y.S.Kim, B.U.Oh och C.G.Jang. Polygonatum grandicaule ingår i släktet ramsar, och familjen sparrisväxter. Inga underarter finns listade i Catalogue of Life.